# Горный институт КНЦ РАН
Горный институт Кольского научного центра РАН (ГоИ КНЦ РАН) — научно-исследовательский институт, выполняющий фундаментальные и прикладные исследования для обеспечения рационального и комплексного освоения минеральных ресурсов и стратегического использования подземного пространства с учётом сохранения природной среды.

## История
Официальные названия:
- 1961 — Горно-металлургический институт Кольского филиала АН СССР[1].
- 1972 — Горный институт Кольского филиала АН СССР
- 1988 — Горный институт Кольского научного центра АН СССР
- 1991 — Горный институт Кольского научного центра РАН
- 2007 — Учреждение Российской академии наук Горный институт Кольского научного центра РАН
- 2014 — Федеральное государственное бюджетное учреждение науки Горный институт Кольского научного центра Российской академии наук
- 2018 — Горный институт – обособленное подразделение Федерального государственного бюджетного учреждения науки Федерального исследовательского центра «Кольский научный центр Российской академии наук» (ГоИ КНЦ РАН)

### Директора
- (1962—1980) — Турчанинов, Игорь Александрович
- (1981—2015) — Мельников, Николай Николаевич
- (с 2015 года) — Лукичев Сергей Вячеславович [2]

## Структура
Горный институт входит в состав Кольского научного центра Российской академии наук. Расположен в городе Апатиты Мурманской области.
Горный институт является единственным на северо-западе России академическим институтом и занимается решением проблем всех предприятий, ведущих разработку полезных ископаемых на территории Баренц-региона.

## Основные направления научной деятельности
- Совершенствование технологии добычи с целью повышения эффективности и безопасности разработки месторождений полезных ископаемых.
- Изучение свойств и напряженного состояния массивов горных пород, геодинамической безопасности при ведении горных работ, а также добычи и транспортирования углеводородного сырья.
- Изучение физико-технических и инженерно-геологических проблем возведения подземных сооружений и рационального использования подземного пространства страны, в том числе для объектов ядерной энергетики и подземного захоронения радиоактивные отходы.
- Повышение эффективности использования и комплексной переработки минерального сырья с учётом охраны окружающей среды.
- Разработка научных основ решения экологических, физико-технических проблем промышленных технологий горного производства